# 蓮塘口岸駅
蓮塘口岸駅（れんとうこうがん-えき）は中華人民共和国深圳市羅湖区に位置する深圳地下鉄2号線の駅。

## 歴史
- 2020年10月28日：2号線の駅として開業[1]。

## 隣の駅
深圳地下鉄
■2号線
新秀駅 - 蓮塘口岸駅 - 仙湖路駅